# 親不知站
親不知站（日语：／ Oyashirazu eki */?）是位於日本新潟縣糸魚川市的鐵路車站。現時由越後心動鐵道（朱鷺鐵）所使用及管理，為無人站。站名以車站附近一帶著名的天然景觀親不知懸崖而命名。

## 車站結構

### 站房

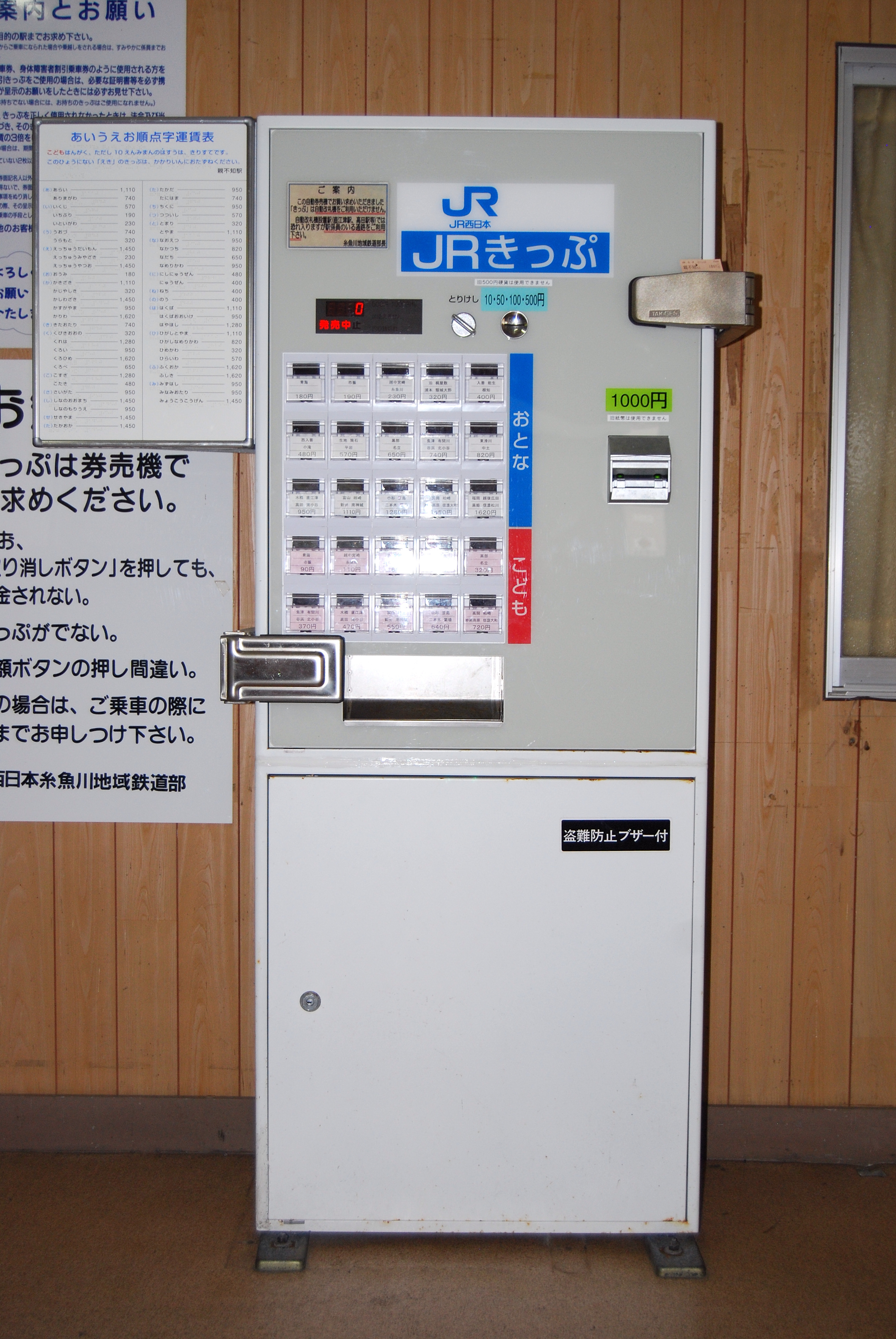
已撤去的JR簡易式售票機。

本站為有木製兩層高站房，自開站起一直使用至今。當中左側的兩層部份，包括有位於地下的站務室及二樓原站員留宿的地方，隨無人化時已經不再使用，售票窗口亦早被木板圍封，只保留已不再使用的驗票窗口，在原服務窗口的櫃面上則設有連絡管理站的撥盤式電話1座。右側單層為候車大堂，正門上掛有舊式木製刻寫式站牌，入內設有候車座椅，以及張貼有親不知地區的旅遊地圖，外側設有販賣機及電話亭。與鄰站市振站一樣，候車大堂內曾裝設近距離簡易式售票機，但因使用人數過少，於2014年1月尾因應票價調查時被撤去。乘客現時只能直接於上車時，透過車門旁的票機提取乘車號碼票。
採用開放式閘口，通過閘口後，也跟市振站一樣，備有一條附設上蓋及用作防風用的木板牆壁所搭成的室內橫廊，左側通往原站務室正門及洗手間，前方沿數級梯級下行及通過上行路軌平交道後便可到達月台。由於上行路軌非常貼近站舍，在閘口前方另加裝了電子阻隔欄杆，防止乘客在列車將近到站時強行通過。
2023年2月，站房與鄰站市振站的站房及「煉瓦油燈小屋」，同獲日本政府授予「建築物登錄有形文化財」。

### 月台配置

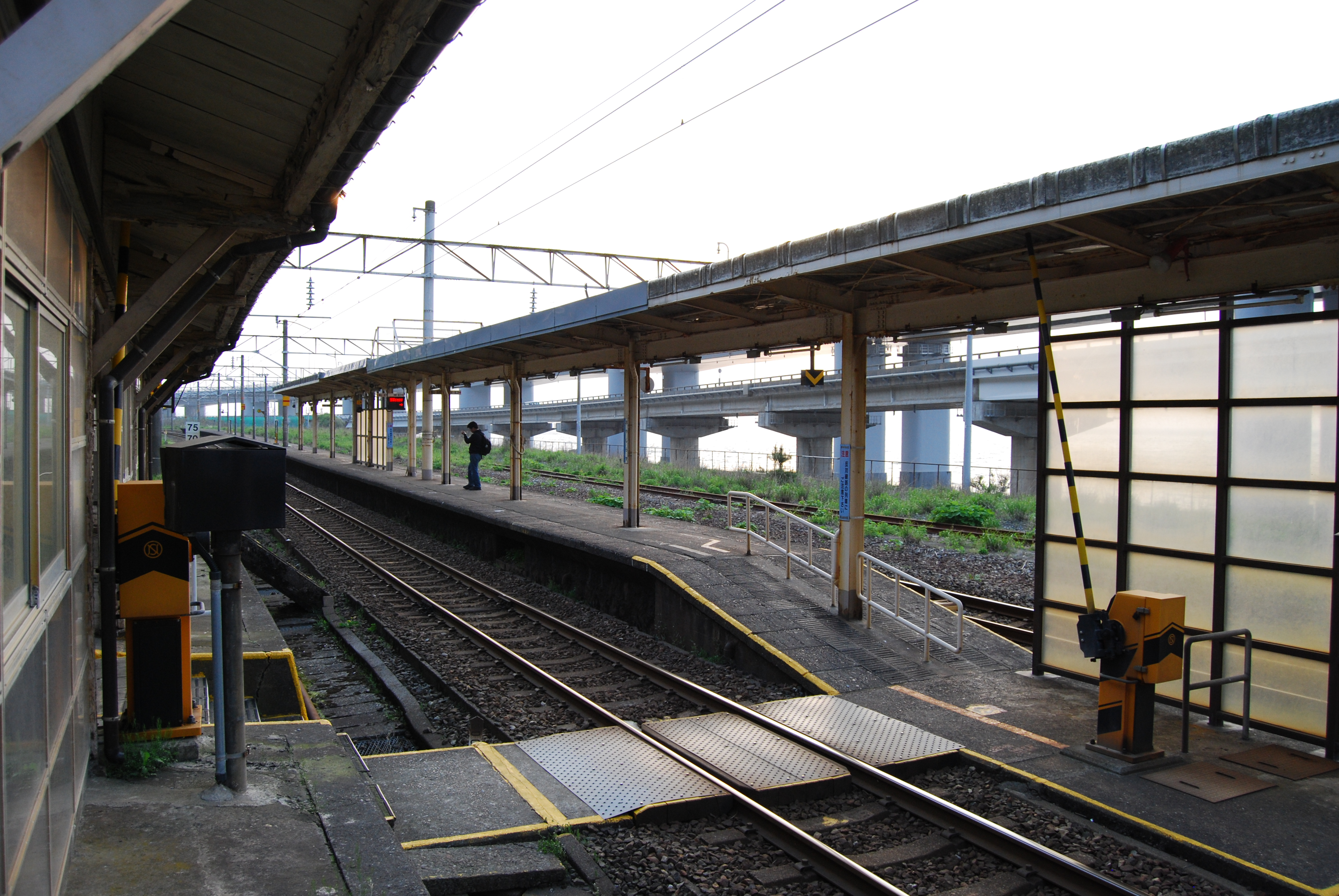
月台與平交道（2010年5月）

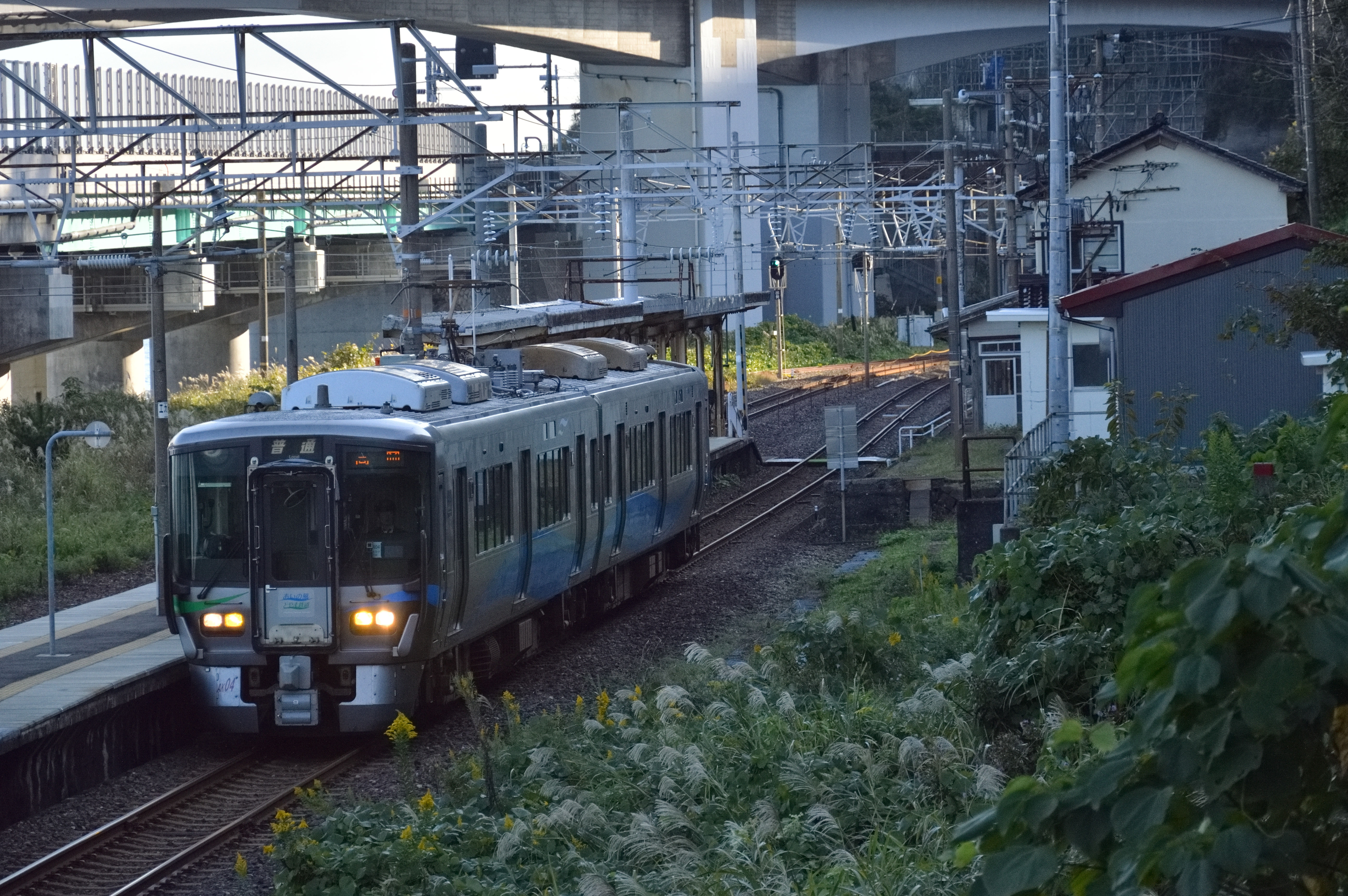
只限早上才會出現、開往高岡站的愛之風富山鐵道521系電聯車剛駛離月台

設有島式月台1座，提供1面2線配置，擁有1個有效長度達10輛的長型月台，當中向市振方向約3輛長度為彎道，向青海方向約4輛長度進行了加高改善工程，但候車月台寬度相對較為狹窄，兩邊黃線內的空間亦僅能讓2人側身通過，因此除了向青海方向約2節車廂長度的月台裝有上蓋外，並未有配置其他設施。月台出入口為無障礙斜道，設於向青海站的月台末端，其中面向上行線同樣設有電子遮斷機；而向下行線的一邊則裝上全身防風板，除了阻擋從海邊吹來的強風外，也防止乘客誤踏進下行路軌而發生意外。本站並未有採用月台編號，不論JR時期或越後心動鐵道皆是，只會以前往方向來表示乘車方向。
下行線的外側靠近海岸線設有緊急側線1條，可由下行線離站後至隧道前的轉轍器反方向駛入，長度足夠停泊1列JR西日本時代9輛編成的特急列車。而下行線向市振方向近站舍則保留原貨物路軌的痕跡及頭端式裝置。
| 月台   | 路線          | 方向 | 目的地             |
| ------ | ------------- | ---- | ------------------ |
| 站舍側 | ■日本海翡翠線 | 上行 | 泊、高岡、金澤方向 |
| 對側   | ■日本海翡翠線 | 下行 | 糸魚川、直江津方向 |

## 歷史
- 1912年10月15日：日本國有鐵道北陸本線泊～青海間延伸時開業。
- 1965年9月30日：泊～糸魚川間交流電化。
- 1984年2月1日：貨物提取服務取消。
- 1987年4月1日：國鐵分割民營化，成為西日本旅客鐵道（JR西日本）車站。
- 1994年4月1日：無人化。
- 2015年3月14日：北陸新幹線開業，改交由越後心動鐵道接管。
- 2023年2月27日：站房獲日本政府授予「建築物登錄有形文化財」[4][5]。

## 利用人數
本站附近的民居十分稀少，只有在車站東邊有一個約50戶的小社區，其餘四周皆為山崖，大多數乘客其實只是觀光客。
| 乗車人員推算 | 乗車人員推算 | 乗車人員推算 |
| 年度         | 1日平均人數  |              |
| ------------ | ------------ | ------------ |
| 2004         | 56           |              |
| 2005         | 48           |              |
| 2006         | 43           |              |
| 2007         | 41           |              |
| 2008         | 39           |              |
| 2009         | 38           |              |
| 2010         | 35           |              |
| 2011         | 34           |              |
| 2012         | 31           |              |
| 2013         | 31           |              |
| 2014         | 23           |              |
| 2015         | 20           |              |
| 2016         | 20           |              |
| 2017         | 18           |              |
| 2018         | 15           |              |
| 2019         | 13           |              |
| 2020         | 11           |              |
| 2021         | 10           |              |
| 2022         | 9            |              |
| 2023         | 10           |              |

## 相鄰車站
越後心動鐵道
■日本海翡翠線
■急行1、2號
通過
■急行3、4號、■普通、■愛之風富山鐵道線普通
市振－親不知－青海

## 外部連結
- 越後心動鐵路 親不知站